# Olivier Dubois
Olivier Dubois (geboren 19. September 1972 in Colmar) ist ein französischer Tänzer und Choreograf des zeitgenössischen Tanzes. 2007 gründete er als Choreograf seine eigene Kompanie COD – Compagnie Olivier Dubois.

## Biografie

### Tanz
Nach Studien von Fremdsprachen und Wirtschaftsrecht entschloss er sich im Alter von 23 Jahren, Tänzer zu werden. 1999 schuf er sein erstes Solo Under Cover. Trotz seines Übergewichts schlug er eine erfolgreiche Tanzkarriere ein, unter anderem bei Angelin Preljocaj, Dominique Boivin und Sasha Waltz. 2003 nahm ihn der Cirque du Soleil für eine Show mit Céline Dion unter Vertrag. Von 2003 bis 2007 arbeitete er mit Jan Fabre zusammen, von dem er sagte:

« C'est mon maître. Il a libéré l'artiste en moi, m'a aidé à grandir, à prendre une ampleur qui est la mienne »

„Er ist mein Meister. Er hat den Künstler in mir befreit, mir geholfen, zu wachsen, eine Tragweite zu erreichen, die meine ist.“

### Choreografie
Für das Festival von Avignon trat er im Rahmen des Projekts Sujets à vif mit der selbstgeschaffenen Choreografie Pour tout l’or du monde auf. Das Stück brachte ihm den Preis der Jury ein. Dieser Erfolg öffnete ihm die Türen für seine weitere Karriere als Tänzer und Choreograf, und er wurde regelmäßiger Teilnehmer am Festival von Avignon. 2007 gründete er seine eigene Compagnie Olivier Dubois. Der Auftritt mit dem Stück Faune(s) in Anlehnung an Vaslav Nijinskys Choreographie L’Après-midi d’un faune bei den Ballets Russes beim Festival von Avignon 2008 wurde zu einem Skandal. Möglicherweise hatte das Publikum Humor erwartet und nicht die Trauerklage, die ihm stattdessen präsentiert wurde. Bei ImPulsTanz im selben Jahr in Wien gewann er jedoch mit dem Stück den Prix Jardin d’Europe.
2009 schuf er das erste Stück einer Trilogie zum Thema Menschlichkeit: Révolution, ein Stück für sieben Tänzerinnen und sieben Tänzer zu Maurice Ravels  Boléro. Als zweiter Teil der Trilogie folgte 2009 Rouge, ein Solo für ihn selbst, sowie eine Choreografie zu Jacques Offenbachs  La Périchole für die Oper von Lille. Mit Spectre choreografierte er 2010 im Auftrag der Ballets de Monte-Carlo ein weiteres Stück der Ballets Russes. Im selben Jahr verkörperte er Frank Sinatra in dem Duo L’homme de l’Atlantique. 2011 wurde er von dem Magazin Dance Europe als einer der 25 besten Tänzer der Welt ausgezeichnet. Mit 120 Laien-Tänzerinnen und -Tänzern inszenierte er 2011 das Stück Envers et face à tous in Élancourt. Beim Festival von Avignon 2012 folgte Tragédie als letzter Teil der Trilogie zum Thema Menschlichkeit: ein Drama für neun Tänzerinnen und neun Tänzer, die das ganze Stück über nackt auf der Bühne agierten. Das Stück erregte großes Aufsehen, gleichzeitig wurde ihm jedoch große Ernsthaftigkeit bescheinigt.
2012 inszenierte er im Pariser Musée d’art moderne zu Igor Strawinskys Komposition Le sacre du printemps das Stück Prêt à baiser für ein männliches Tanzduo. Seit den 1990er Jahren hatte er regelmäßig die Stadt Kairo besucht und dort mit Karima Mansour zusammengearbeitet. 2013 inszenierte er dort die Premiere seines Stücks Souls. Für das Ballet National de Marseille schuf er im selben Jahr das Tanzdrama Élégie. Für seine Verdienste um den Tanz wurde Olivier Dubois 2012 zum Professor ernannt. Für die beiden Stücke Tragédie und Élégie wurde er 2013 von Danza & Danza als bester Choreograf nominiert. 2014 wurde er als Direktor des Ballet du Nord in Roubaix berufen.
Zur Tanz-Biennale 2016 schuf er für das Ballet du Nord Auguri. Neben dem bereits erwähnten Envers et face à tous, dessen Aufführung 2014 in Roubaix wiederholt wurde, schuf er eine Reihe anderer Stücke mit Beteiligung von Nicht-Profis, unter anderem:
- Auguri Extended, eine Abwandlung von Auguri für Ballett-Schülerinnen und -Schüler;[28]
- Tragédie 95 für 120 Personen;[29]
- Les Mémoires d’un seigneur für 40 Laien, alle männlich, und einen professionellen Tänzer aus seinem Ensemble;[30][31]
- Mille et une danses mit 300 Tanzenden und 150 Musizierenden anlässlich der Kulturnacht Nuit blanche in Paris.[32]

2017 gab er seine Stelle als Direktor des Ballet du Nord auf. 2017/2018 und 2019/2020 war er assoziierter Künstler an der Genfer École de danse. Zur Biennale von Lyon 2021 brachte er mit dem Stück Itmarag mit sieben Tänzern und Musikern dem französischen Publikum die ägyptische Tanzszene nahe. 2018 präsentierte er sich beim Festival in Marseille mit Sortir au jour. In diesem Solo schuf er eine Art Spontan-Anthologie seiner Geschichte als Choreograf und Tänzer, indem er vom Publikum ausgewählte Fragmente seiner Werke in Szene setzte. 2019 schuf er für das Pariser CentQuatre Tropismes, ein Stück für vier Tänzerinnen und vier Tänzer. Ein Jahr später folgte Come Out zu Musik von Steve Reich für das Ballet de Lorraine. 2022 ging er mit einer Neufassung von Tragédie auf internationale Tournee.

## Auftritte

### Als Tänzer
- 1999: Le cabaret latin von Karine Saporta, Théâtre de Bourg-en-Bresse
- 2000: MC 14/22 « ceci est mon corps » von Angelin Preljocaj, Festival d’Avignon und Tournee
- 2001: Titanic, Regie Jean-Louis Grinda et Claire Servais, Choreografie Barry Collins
- 2004: Le lion et le Rat von Dominique Boivin, Théâtre d’Arles
- 2004: Tannhäuser von Jan Fabre, Théâtre Royal de la Monnaie
- 2005: Je suis sang von Jan Fabre, Festival d’Avignon und Tournee
- 2005: À quoi tu penses ? von Dominique Boivin, Théâtre National de Chaillot und Tournee
- 2005: L’histoire des larmes von Jan Fabre, Festival d’Avignon und Tournee
- 2006: Pour tout l'or du monde … von Olivier Dubois, Festival d’Avignon und Tournee
- 2006: Péplum von Nasser Martin-Gousset, Théâtre de la Ville und Tournee
- 2008: Faune(s) von Olivier Dubois, Festival d’Avignon und Tournee
- 2010: L'Homme de l'Atlantique von Olivier Dubois, Théâtre National von Chaillot und Tournee
- 2011: Rouge von Olivier Dubois, Théâtre de Vanves und Tournee
- 2012: Prêt à baiser - Sacre#1 von Olivier Dubois, Musée d'Art Moderne de la ville de Paris und Tournee
- 2012: Tragédie von Olivier Dubois, Festival d’Avignon und Tournee
- 2018: Pour sortir au jour von Olivier Dubois, Festival de Marseille und Tournee

### Als Choreograf
- 2006: Pour tout l’or du monde …, Festival d’Avignon und Tournee
- 2007: Peter Pan, Choreografie gemeinsam mit Emilio Calcagno, Tournee
- 2007: En sourdine, Choreografie gemeinsam mit Emilio Calcagno, Tournee
- 2008: BDanse, Choreografie gemeinsam mit Emilio Calcagno, Tournee
- 2008: À nos Faunes, Tournee
- 2008: Faune(s), Festival d'Avignon und Tournee
- 2009: Révolution, ArtDanThé à Vanves und Tournee
- 2009: La Périchole von Jacques Offenbach, Regie Bérangère Jannelle, Opéra de Lille und Tournee
- 2010: Spectre, Ballet de Monte-Carlo und Tournee
- 2010: L’homme de l’Atlantique, Théâtre National de Chaillot und Tournee
- 2011: Rouge, Théâtre de Vanves und Tournee
- 2012: Prêt à baiser - Sacre#1, Musée d'Art Moderne de la ville de Paris und Tournee
- 2012: Tragédie, Festival d’Avignon und Tournee
- 2013: Élegie, Ballet national de Marseille
- 2013: Souls Le CentQuatre und Tournee
- 2015: Sound of Music von Yan Duyvendak, Tournee
- 2015: Mon élue noire - Sacre#2, Fabrik Potsdam und Tournee
- 2015: Les mémoires d'un seigneur, Tournee
- 2016: Auguri,Internationales Sommerfestival Kampnagel und Tournee
- 2017: De l’origine
- 2017: Mille et une danses, Nuit Blanche Paris
- 2017: 7 x Rien (pièce jeune public), FestivAnges (Marseille)
- 2018: Pour sortir au jour, Festival de Marseille und Tournee
- 2018: Audition, Ballet Junior de Genève
- 2019: Tropismes, Le CentQuatre und Tournee
- 2019: Come Out, Ballet de Lorraine
- 2020: Descente sauvage, Tournee
- 2020: Envers et face à tous, Théâtre Paul-Éluard Bezons
- 2021: Itmahragh, Tournee
- 2022: Tragédie, new edit, Festival de Marseille und Tournee

## Auszeichnungen
- 2007 Prix spécial du jury du Syndicat de la critique[14]
- 2008 Prix Jardin d'Europe[11]
- 2013 Danza & Danza Awards als bester Choreograf für Tragédie und Elégie[15]
- 2019 Chevalier de l’ordre des Arts et des Lettres[38]